# Мартін Ґарднер
Мартін Ґарднер (англ. Martin Gardner; 21 жовтня 1914, Талса, Оклахома, США — 22 травня 2010, Норман, Оклахома, США) — американський математик, письменник, популяризатор науки. Опублікував понад 70 книг.

## Біографія
Вів рубрику математичних ігор і розваг журналу «Scientific American», в якій була представлена широкому загалу гра «Життя» Джона Конвея, а також багато інших цікавих ігор, завдань, головоломок.
Відомий також як автор кількох фантастичних оповідань («Острів п'яти барв», «Нульсторонній професор»), коментатор Льюїса Керролла («Аліси у Дивокраї», «Аліси в Задзеркаллі» і «Полювання на Снарка») і Ґ. К. Честертона («Людина, яка була четвергом» і «Незнання отця Брауна»).
Ґарднер трактував цікавість як синонім захопливого, цікавого в пізнанні, але чужого дозвільній розважальності.
Серед творів Ґарднера є філософські есе, нариси з історії математики, математичні фокуси та «комікси», науково-популярні етюди, науково-фантастичні розповіді, завдання на кмітливість.
Особливу популярність здобули статті та книжки Ґарднера з цікавої математики.
«Ґарднерівський» стиль характеризують дохідливість, яскравість, переконливість викладу, блискучість, парадоксальність думки, новизна і глибина наукових ідей, багато з яких запозичені з сучасних наукових публікацій і своєю чергою стали стимулом проведення серйозних досліджень, активного залучення читача до самостійної творчості.

## Вплив та діяльність
Ґарднеру вдалося більш-менш самотужки відродити та підживлювати інтерес до цікавої математики.

### Псевдонаука
Завдяки своїй безкомпромісності у боротьбі з псевдонаукою Мартін Ґарднер відомий як один із визнаних світових антипсевдонаукових полемістів у XX столітті.